# Chamaecyparis formosensis
Chamaecyparis formosensis (tên thường gọi tiếng Anh: Formosan cypress, Taiwan cypress; tên tiếng Trung Quốc: 紅檜/红桧 hóngguì, hồng cối) là một loài cây hạt trần thuộc chi Chamaecyparis, đặc hữu Đài Loan, sống ở nơi có độ cao 1000–2900 m. Loài này bị đe doạ do phá huỷ môi trường và chặt cây lấy gỗ quá mức. Nó có quan hệ gần với Chamaecyparis pisifera ở Nhật Bản.

## Sinh trưởng
Đây là loài cây lớn chậm nhưng sống lâu và đạt kích cỡ rất lớn, cao đến 55–60 m với đường kính thân 7 m. Vỏ cây màu nâu-đỏ, mang nhiều vết nứt chạy dọc. Lá ở cây trưởng thành hình vảy, dài 1–3 mm, chóp nhọn, lá xanh trên cả hai mặt. Lá của cây non hình kim, dài, 4–8 mm, mềm và có màu xanh xám. Quả nón hình trứng, dài 6–12 mm, đường kính 4–8 mm, thành thục khoảng 7–8 tháng sau thụ phấn.

## Đặc điểm
Gỗ mềm, khó mục, có mùi thơm riêng; nó thường được khai thác làm nhà cửa, nhất là đền chùa. Điều này dẫn đến việc chặt cây quá mức, và loài này đang trong diện bị đe doạ. Một số ít cây già và lớn nhất được chính quyền bảo vệ, song phần lớn nằm ngoài sự kiểm soát.